# WAN
Глоба́льна мере́жа — , (WAN)— комп'ютерна мережа, що охоплює величезні території (тобто будь-яка мережа, чиї комунікації поєднують цілі мегаполіси, області або навіть держави і містять у собі десятки, сотні а то і мільйони комп'ютерів). Для порівняння, Персональна мережа (), Локальна мережа (, LAN), Університетська мережа (, або ж Міська мережа , MAN) зазвичай не виходять за межі кімнати, будівлі, або ж специфічного регіону мегаполіса (тобто міста).

## Опис
Глобальні мерéжі об'єднують комп'ютери, що розташовані на відстані сотень, а то і тисячі кілометрів один від одного. Часто використовуються вже наявні, не дуже якісні, лінії зв'язку. Зазвичай WAN має меншу швидкість передачі даних аніж LAN, в основному через більшу віддаленість комп'ютерів одного від іншого, але теоретично WAN має можливість надавати таку ж швидкість, як і LAN, MAN або CAN, використовуючи такі технології, як оптоволокно.

## Опції для прокладання WAN
WAN використовується для поєднання мереж LAN та інших видів мереж разом, тому користувачі та комп'ютери з одного місця можуть з'єднуватися з користувачами та комп'ютерами з іншого. Багато глобальних мереж будуються для однієї конкретної організації та є приватними. Інші, побудовані провайдерами Інтернет-послуг, для забезпечення приєднання локальної мережі організації до Інтернету. Глобальні мережі часто побудовані з використанням виділених ліній. На кожному кінці виділеної лінії, маршрутизатор підключається до локальної мережі з одного боку і маршрутизатор в межах іншої локальної мережі з іншого. Виділені лінії можуть бути дуже дорогими. Замість використання виділених ліній, глобальні інформаційні мережі також можуть бути побудовані з використанням більш дешевих методів: перемикання каналу або комутації пакетів. Мережевих протоколів, включаючи TCP / IP доставки транспорту та вирішенні функцій. Протоколи у тому числі пакетів по SONET / SDH, MPLS, ATM і Frame Relay часто використовуються постачальникам послуг надавати посилання, які використовуються в глобальних мережах. X.25 було важливо раннє WAN протоколу, і часто розглядається як «дід» з Frame Relay, як багато хто з основних протоколів і функцій X.25 досі використовуються в наш час[коли?] (з оновленнями) по Frame Relay.
Академічні дослідження в глобальній мережі може бути розбита на три напрямки: Математичні моделі, мережа емуляції і моделювання мережі.
Покращити продуктивність іноді можна через WAFS або ж WAN оптимізацією.
Глобальні мережі (Wide Area Network, WAN) — це сукупність віддалених один від одного комп'ютерів-вузлів, сумісна взаємодія яких забезпечується комунікаційною мережею передачі даних і спеціальними програмами мережної операційної системи. Основу WAN складають потужні багатокористувацькі обчислювальні системи (Host — вузли) і спеціалізовані комп'ютери, які виконують функції комунікаційних вузлів. Користувачі комп'ютера стають абонентами мережі після під'єднання свого комп'ютера до цих основних вузлів. Крім того глобальні мережі охоплюються телекомунікаційними структурами, які об'єднують локальні інформаційні мережі, що мають загальний протокол зв'язку, методи під'єднання і протоколи обміну даними. Кожна з глобальних мереж (INTERNET, Bitnet, DECnet та інші) організовувалися для конкретних цілей, а в подальшому поширювалися за рахунок під'єднання локальних мереж, які використовували їх послуги та ресурси. Для глобальних мереж характерний значний масштаб (як по площі мережі, так і по числу вузлів) та неоднорідність, тобто різний тип архітектури та програмного забезпечення їх вузлів. Регіональна мережа пов'язує абонентів, що розміщені на значній віддалі між собою на території району, області, регіону чи країни. Як правило, це спеціалізована мережа. Мережі, які охоплюють території в тисячі кілометрів, вважають глобальними. В регіональних та глобальних мережах, як правило, існує центр управління мережею, який відповідає за ефективне і надійне функціонування мережі, за оптимальний вибір маршрутів проходження повідомлень від абонента до абонента. У вузлах мережі встановлюються потужні багатокористувацькі обчислювальні системи (Host-вузли) та спеціалізовані комутаційні комп'ютери, які зв'язані з абонентськими пунктами. Надійність мережі підвищується, якщо частина вузлів з'єднана за допомогою каналів, оминаючи центр. У вузлах мережі знаходяться спеціалізовані обчислювальні комплекси, на яких ведеться обробка інформації.

## Відмінності глобальної (WAN) від локальної (LAN) мережі
Глобальні мережі відрізняються від локальних тим, що розраховані на необмежене число абонентів і використовують, як правило, не дуже якісні канали зв'язку й порівняно низьку швидкість передачі, а механізм керування обміном, у них в принципі не може бути гарантовано швидким. У глобальних мережах набагато важливіше не якість зв'язку, а сам факт її існування. Правда, зараз вже не можна провести чітку і однозначну межу між локальними та глобальними мережами. Більшість локальних мереж мають вихід в глобальну мережу, але характер переданої інформації, принципи організації обміну, режими доступу, до ресурсів усередині локальної мережі, як правило, сильно відрізняються від тих, що прийнято в глобальній мережі. І хоча всі комп'ютери локальної мережі в даному випадку включені також і в глобальну мережу, специфіку локальної мережі це не скасовує. Можливість виходу в глобальну мережу залишається всього лише одним з ресурсів, поділені користувачами локальної мережі.
Розглянемо основні відмінності локальних мереж від глобальних більш детально. Оскільки останнім часом ці відмінності стають все менш помітними, то будемо вважати, що в даному розділі ми розглядаємо мережі кінця 80-х років, коли ці відмінності виявлялися вельми виразно, а сучасні тенденції зближення технологій локальних і глобальних мереж будуть розглянуті в наступному розділі, в протяжність, якість і спосіб прокладки ліній зв'язку. Клас локальних обчислювальних мереж по визначенню відрізняється від класу глобальних мереж невеликою відстанню між вузлами мережі. Це в принципі робить можливим використання в локальних мережах якісних ліній зв'язку: коаксіального кабелю, витої пари, оптичноволоконного кабелю, які не завжди доступні (через економічні обмеження) на великих відстанях, властивих глобальним мережам. У глобальних мережах часто застосовуються вже існуючі лінії зв'язку (телеграфні або телефонні), а в локальних мережах вони прокладаються заново. Складність методів передачі і обладнання. У умовах низької надійності фізичних каналів в глобальних мережах потрібні складніші, ніж в локальних мережах, методи передачі даних і відповідне обладнання. Так, в глобальних мережах широко застосовуються модуляція, асинхронні методи, складні методи контрольного підсумовування, квотування і повторна передача спотворених кадрів. З іншого боку, якісні лінії зв'язку в локальних мережах дозволили спростити процедури передачі даних за рахунок застосування немодульованих сигналів і відмови від обов'язкового підтвердження отримання пакету.

### Швидкість обміну даними
Однією з головних відмінностей локальних мереж від глобальних є наявність високошвидкісних каналів обміну даними між комп'ютерами, швидкість яких (10,16 і 100 Мбіт/с) порівнянна з швидкостями роботи пристроїв і вузлів комп'ютера дисків, внутрішніх шин обміну даними тощо За рахунок цього у користувача локальної мережі, підключеного до виділеного ресурсу (наприклад, диску сервера), що розділяється, складається враження, що він користується цим диском, як «своїм». Для глобальних мереж типові набагато нижчі швидкості передачі даних 2400, 9600, 28800, 33600 біт/с, 56 і 64 Кбіт/с і тільки на магістральних каналах до 2 Мбіт/с.

### Різноманітність послуг
Локальні мережі надають, як правило, широкий набір послуг це різні види послуг файлової служби, послуги друку, послуги служби передачі факсимільний повідомлень, послуги баз даних, електронна пошта і інші, в той час як глобальні мережі в основному надають поштові послуги і іноді файлові послуги з обмеженими можливостями передачу файлів з публічних архівів віддалених серверів без попереднього перегляду їх змісту.

### Оперативність виконання запитів
Час проходження пакету через локальну мережу звичайно становить декілька мілісекунд, час же його передачі через глобальну мережу може досягати декількох секунд. Низька швидкість передачі даних в глобальних мережах утрудняє реалізацію служб для режиму on-line, який є звичайним для локальних мереж.

### Розділення каналів
У локальних мережах канали зв'язку використовуються, як правило, спільно відразу декількома вузлами мережі, а в глобальних мережах індивідуально.

### Використання методу комутації пакетів
Важливою особливістю локальних мереж є нерівномірний розподіл навантаження. Відношення пікового навантаження до середньої може становити 100:1 і навіть вище. Такий трафік звичайно називають пульсуючим. Через цю особливість трафіка в локальних мережах для зв'язку вузлів застосовується метод комутації пакетів, який для пульсуючого трафіка виявляється набагато ефективнішим, ніж традиційний для глобальних мереж метод комутації каналів. Ефективність методу комутації пакетів полягає в тому, що мережа загалом передає в одиницю часу; більше даних своїх абонентів. У глобальних мережах метод комутації пакетів також використовується, але нарівні з ним часто застосовується і метод комутації каналів, а також некомутовані канали як успадковані технології некомп'ютерних мереж.

### Масштабованість
«Класичні» локальні мережі володіють поганою масштабованісттю через жорсткість базових топологій, що визначають спосіб підключення станцій і довжину лінії. При використанні багатьох базових топологій характеристики мережі різко погіршаються при досягненні певної межі за кількістю вузлів або протяжністю ліній зв'язку. Глобальним же мережам властива хороша масштабованість, оскільки вони спочатку розроблялися з розрахунку на роботу з довільними топологіями.

Швидкість передачі даних зазвичай варіюються в межах від 1200 біт / с до 6 Мбіт / с, хоча в деяких з'єднань, таких як ATM і Виділені лінії може досягати швидкостей понад 156 Мбіт / с. Типові канали зв'язку використовуються в глобальних мережах є телефонні лінії, лінії мікрохвильового зв'язку і супутникових каналів.
Нещодавно зі зниженням вартості підключення до Інтернету багато[які?] компаній і організацій звернулися до VPN для об'єднання своїх мереж, створюючи таким чином глобальні мережі.[джерело?]